# Emanuele Scagliusi
Emanuele Scagliusi (Polignano a Mare, 15 febbraio 1984) è un politico italiano.

## Biografia
Alle elezioni politiche del 2013 viene eletto deputato della XVII legislatura della Repubblica Italiana nella circoscrizione XXI Puglia per il Movimento 5 Stelle.
Nella XVIII legislatura ricopre il ruolo di capogruppo della Commissione Trasporti alla Camera dei deputati e di delegato dell’Assemblea Parlamentare OSCE. Fino al marzo scorso, per i cinque anni della precedente legislatura è stato membro della III Commissione Affari Esteri e Comunitari alla Camera dei Deputati, Vicepresidente della Commissione Permanente sui Diritti Umani e membro della "Delegazione Parlamentare Assemblea OSCE".
Il 21 giugno 2022 abbandona il Movimento per aderire a Insieme per il futuro, a seguito della scissione guidata dal ministro Luigi Di Maio. Non viene rieletto nelle elezioni politiche del 25 settembre 2022.